# كوسم
كوسم (بالإسبانية: José Sirvent Bas)‏ هو لاعب كرة قدم إسباني، ولد في 31 أغسطس 1927 في سان فيسينتي ديل راسبايج في إسبانيا، وتوفي في 15 أبريل 2011 في لقنت في إسبانيا. لعب مع ريال مدريد وكولتورال ليونيسا ونادي أليكانتي ونادي إلتشي ونادي إيركوليس.